# Milad Sarlak
Milad Sarlak (en persa: میلاد سرلک‎; Isfahán, 26 de marzo de 1995) es un futbolista iraní que juega en la demarcación de centrocampista para el Malavan FC de la Iran Pro League.

## Selección nacional
Tras jugar en varias categorías inferiores de la selección, finalmente hizo su debut con la selección de fútbol de Irán en un partido de clasificación para la Copa Mundial de Fútbol de 2022 contra Camboya que finalizó con un resultado de 0-10 tras los goles de Shojae Khalilzadeh, Morteza Pouraliganji, Milad Mohammadi, Alireza Jahanbakhsh, Mehdi Taremi, Karim Ansarifard, Mehdi Ghayedi, un doblete de Kaveh Rezaei y un autogol de Sor Rotana.

## Clubes
| Club                  | País | Año       | Partidos | Goles |
| --------------------- | ---- | --------- | -------- | ----- |
| Sepahan SC            | Irán | 2014-2019 | 84       | 2     |
| FC Nassaji Mazandaran | Irán | 2019      | 13       | 0     |
| Shahr Khodro FC       | Irán | 2019-2020 | 17       | 0     |
| Persepolis FC         | Irán | 2020-2023 | 115      | 5     |
| Malavan FC (cedido)   | Irán | 2024-     | 6        | 0     |

## Palmarés

### Títulos nacionales
| Título          | Club          | País | Año  |
| --------------- | ------------- | ---- | ---- |
| Iran Pro League | Sepahan FC    | Irán | 2015 |
| Iran Pro League | Persépolis FC | Irán | 2021 |
| Iran Pro League | Persépolis FC | Irán | 2023 |
| Copa Hazfi      | Persépolis FC | Irán | 2023 |